# Ollolai

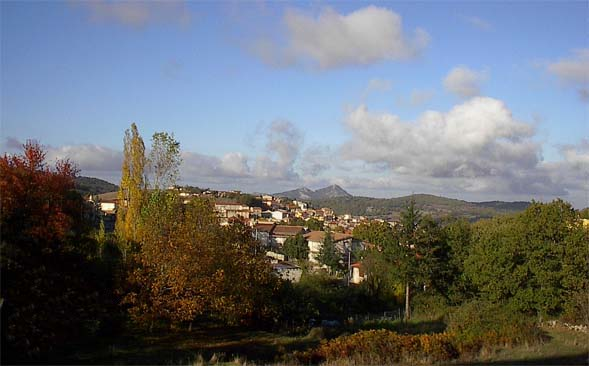
Ollolai – Panorama im Herbst

Ollolai ist ein Ort in der Provinz Nuoro in der italienischen Region Sardinien mit 1154 Einwohnern (Stand 31. Dezember 2023).
Ollolai liegt 38 km südwestlich von Nuoro.
Die Nachbargemeinden sind: Gavoi, Mamoiada, Olzai, Ovodda, Sarule und Teti.
Bekanntester Sohn des Ortes dürfte der Bodybuilder, Chiropraktiker, Sachbuchautor und Filmschauspieler Franco Columbu (1941–2019) sein.

## Einzelnachweise

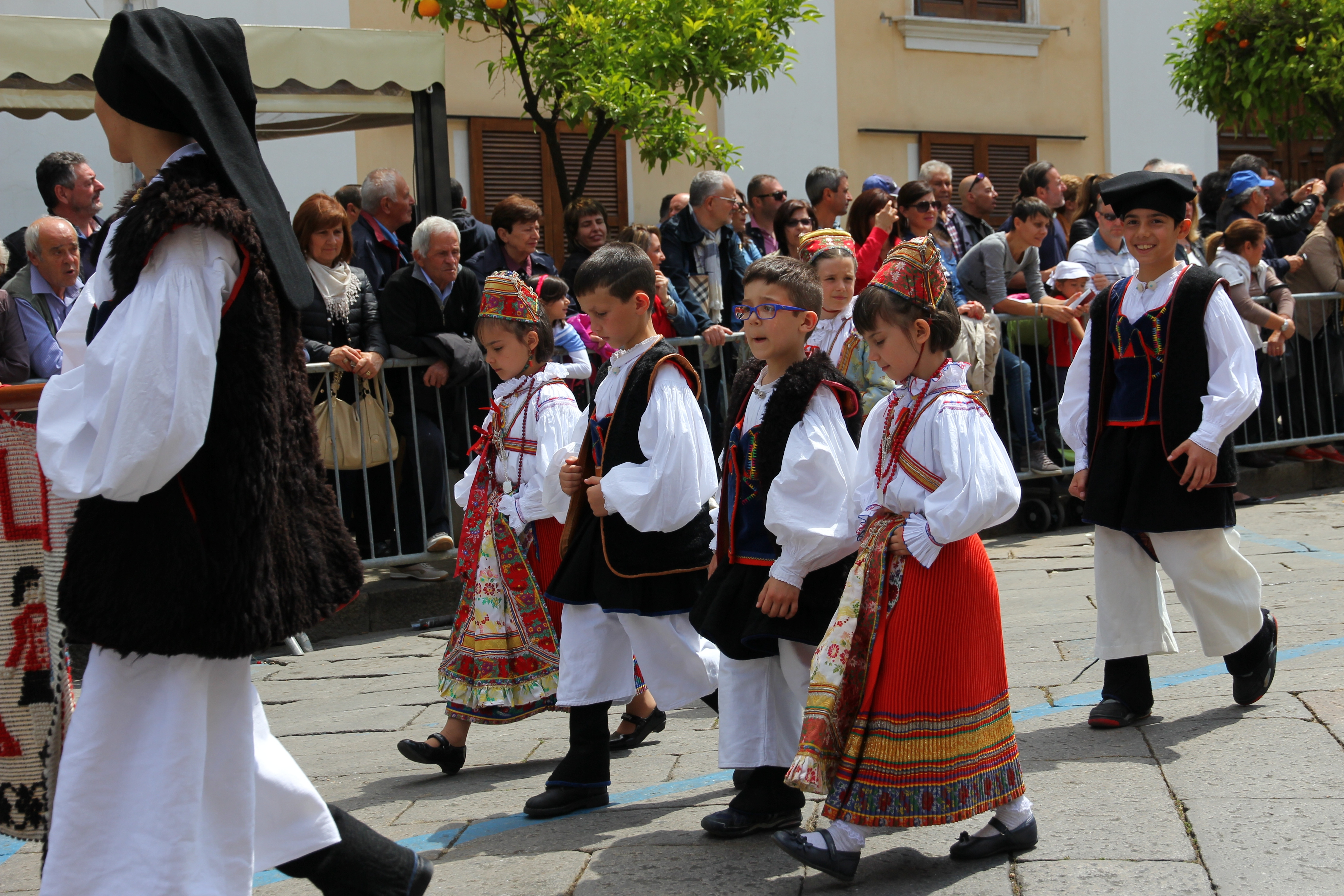
Traditionelle Tracht